# NGC 6433
NGC 6433 ist eine 13,3 mag helle Spiralgalaxie vom Hubble-Typ Sb im Sternbild Herkules.
Sie wurde am 9. Juli 1864 von Albert Marth entdeckt.